# غرايم لي (سياسي)
غرايم لي (بالإنجليزية: Graeme Lee)‏ هو سياسي نيوزيلندي، ولد في 1 سبتمبر 1935. نشط حزبياً في Christian Coalition (New Zealand) ‏. وقد انتخب عضو مجلس النواب النيوزيلندي.